# مائواتانانا
مائواتانانا (به لاتین: Maevatanana) یک منطقهٔ مسکونی در ماداگاسکار است که در بتسیبوکا واقع شده‌است. مائواتانانا ۳۳٫۱ کیلومتر مربع مساحت و ۲۵٬۹۲۸ نفر جمعیت دارد و ۷۰ متر بالاتر از سطح دریا واقع شده‌است.